# Douglas Dvorak
Douglas Dvorak   (San Diego, 29 de juliol de 1958), conegut com a Dusty Dvorak és un jugador de voleibol estatunidenc, ja retirat, que va competir durant les dècades de 1970 i 1980.
Estudià a la University of Southern California, on començà a jugar a voleibol. El 1977 i 1980 guanyà el campionat de l'NCAA.
El 1984 va prendre part en els Jocs Olímpics d'Estiu de Los Angeles, on guanyà la medalla d'or en la competició de voleibol. En el seu palmarès també destaca una medalla d'or a la Copa del Món de voleibol de 1985 i una altra al Campionat del Món de voleibol de 1986.
Entre el 1978 i 1988 va jugar professionalment a voleibol platja. El 1998 fou inclòs a l'International Volleyball Hall of Fame.